# A7 (Groot-Brittannië)
De A7 is een weg in Schotland en Engeland.
De weg verbindt Edinburgh via Dalkeith en Longtown met Carlisle en is 148 km lang.

## Hoofdbestemmingen
- Edinburgh
- Dalkeith
- Galashiels
- Hawick
- Carlisle